# Skrinja svetega Simona, Zadar
Skrinja sv. Simona (hrvaško:Škrinja sv Šimuna) (Zadar, 1380.), ki stoji na glavnem oltarju cerkve sv. Simona, je najbolj dragoceno umetniško delo srednjeveškega zlatarstva na Hrvaškem, v kateri se je ohranilo mumificirano telo sv. Simona, zavetnika.
Je pravokoten cedrovinast sarkofag v obliki skrinje, obložen s srebrom in pozlato. Skrinja velja kot mojstrovina srednjeveške umetnosti in tudi edinstven spomenik zlatarske obrti, je eno izmed najbolj zanimivih del v zlatu v Evropi, zdaj pod zaščito Unesca.
Poleg umetniške vrednosti ima skrinja sv. Simona tudi prvovrsten pomen za hrvaško zgodovino. Na njej so ovekovečeni pomembni zgodovinski dogodki, kot tudi vsakdanje življenje prebivalcev Zadra: na trgu, na ulici, kostumi ljudi, kot tudi videz nekaterih delov mesta.

## Prihod relikvije v Zadar
Vzhodno rimski cesarji, ki so imeli sedež v Carigradu, so od 6. stoletja dalje zbirale ne le dragocene umetnine, temveč tudi relikvije svetnikov, da bi se tako lahko postavljali ob bok s prvim Rimom. Tako je bilo v Carigradu iz Palestine preneseno truplo sv. Simona. Ohranjen dokument dokazuje, da so leta 1200, Daniel in Anton Novgorod videli v Carigradu Simonov grob, kar dokazuje, da so relikvije sv. Simon do 13. stoletja bile še vedno v Carigradu. Glede na napis v gotskem napisu na skrinji sv. Simona, lahko z veliko verjetnostjo sklepajo, da je bilo svetnikovo telo iz Carigrada v Zadar preneseno leta 1203.
Po legendi je nek križar, verjetno beneški plemič, ki se je vračal z ladjo iz Sirije v svoje mesto, nosil telo sv. Simona. V bližini Zadra jih je prizadelo hudo neurje in njegova ladja, ki je bila močno poškodovana, je morala ostati v Zadru. Medtem ko so ladjo popravljali, je zbolel in se je zatekel med puščavnike na koncu pristanišča v Zadru, kjer je bila župnijska cerkev sv. Ivana. Da puščavniki ne bi izvedeli za svetnikovo telo, jim je povedal, da je to telo njegovega mrtvega brata, ki ga nese domov. Do odhoda iz Zadra, so ga pokopali na bližnjem pokopališču. Križarjevo zdravstveno stanje se je poslabšalo in ko je uvidel, da ne bo ozdravel, je dejal menihom, da naj po njegovi smrti pregledajo vse njegove dokumente v katerih bodo našli nekaj zelo zanimivega. Dejansko so okoli vratu pokojnika našli zapiske o čudežih sv. Simona, ki jih je prinesel s seboj. Menihi so takoj ob zori začeli odkopavati truplo svetnika in isto noč so bili s čudnimi vizijami opozorjeni trije mestni rektorji, češ da so v omenjenem pokopališču izkopali truplo velikega svetnika. Zgodaj zjutraj so se odpravili na pokopališče in drug drugemu povedali, kaj se jim je prikazalo. Potem so jim menihi odkrili, kako so oni izvedeli, da je na njihovem pokopališču pokopano telo svetnika. Kmalu je za vse to izvedelo celotno mesto in od takrat so v Zadru začela javno čaščenje sv. Simon Pravičnika.

## Zgodovina izdelave skrinje
Skrinja sv. Simona je dala izdelati hrvaško-madžarska kraljica Elizabeta, hčerko bosanskega bana Stjepana II. Kotromanića in žena Ludvika I. Anžujskega. Razlog za odločitev je nedvomno bila predvsem velika kraljičina predanost in čaščenje svetnika. Vendar je treba upoštevati tudi tedanje politične razmere. Kralj Ludvik je vodil ogorčen boj z Benečani zaradi Zadra. 18. februarja 1358 je bil v Zadru, v zakristiji cerkve sv. Frančiška podpisan z Benečani znameniti Zadrski mir. Zadar je dobil dolgo želeno svobodo in Ludvik I., ki je želel Zadrčane tesneje povezati s svojo močjo, je omogočil izvršitev kraljičine zaobljube - izdelavo skrinje sv. Simona. Zadrčani so ga zato častili na poseben način.
Delo je leta 1380, iz tolčenega srebra izdelal zlatar Franjo iz Milana, ki je imel v Zadru svojo delavnico. Pomagali so mu tudi lokalni obrtniki Peter Blažev iz Rače, Stjepan Pribčev, Mihovil Damjanov in Andrija Markov iz Zagreba. Mojster Franjo je na hrbtni strani skrinje z lepimi gotskimi črkami vklesan napis v latinščini, ki se glasi: "Tukaj, v tej skrinji, ki jo je, da izvrši svojo zaobljubo, darovala mogočna, slavna in vzvišena Elizabeta mlajša, kraljica Madžarske, počiva v miru Simon Pravičnik, ki je na svojih rokah držal Jezusa, rojen iz Device Marije. To delo je naredil Franjo iz Milana leta 1380".
Za to delo redke umetniške vrednosti, je kraljica dala na voljo okoli 250 kilogramov srebra in pooblastila pet zadrskih plemičev, da sklenejo pogodbo z mojstrom o roku izdelave. Pogodba je bila podpisana v Mestni dvorani 5. julija 1377, s katero se je Franjo obvezal, da konča delo v enem letu. Toda naloga je bila tako velika, da je dela tri leta, da ga je dokončal. Skrinja z dvojnim pokrovom je izdelana iz cedrovine in popolnoma obložena z debelimi srebrnimi ploščami, ki so delno pozlačene. Zunaj in znotraj je okrašena z reliefnimi prizori s tehniko 

## Opis skrinje

### Dimenzije
Pravokotne srebrna skrinja sv. Simona, ki stoji 2,3 m nad tlemi na glavnem oltarju cerkve z istim imenom, meri v dolžino 1,92 m, je 62,5 cm široka in vključno s 56 cm visokim pokrovom, sedlasto oblikovanim, 1,27 m visoka.  Na prednji strani pokrova prevladujejo izrezljane pokončne figure svetnika oblečenega v obleko in plašč in bogato okrašena z rastlinskimi motivi, ki so pritrjeni na skrinji z zaponko. Sprednja plošča, ki se odpira s pomočjo tečajev, ki se nahajajo na dnu, kaže figure, ki merijo 66,5 cm. Te so postavljene na iztegnjenih rokah štirih bronastih angelov ulitih v sedemnajstem stoletju (1648) iz turških topov, ki so bili zaseženi v vodah Zadra leta 1648. 
Prekrita znotraj in zunaj s tankimi lističi od 240 kg čistega srebra in tudi znatno količino zlata, kaže zapletene podrobnosti, vklesane na cedrovino, ki se je uporabila za oblikovanje skrinje. Vse proste površine skrinje so zapolnjene z bolj ali manj standardnimi vinskimi viticami, listjem in valujočimi rozetami, ki dajejo možnost okraševanja z zlatom. 

### Prizori
Sprednji del skrinje prikazuje v tehniki reliefa prizore zgodnjih let svetnika kot pridigarja, smrt in vstajenje, kot tudi svetopisemske in zgodovinske dogodke njegovega časa. Notranji del vsebuje relief, ki ga je izdelal zlatar Stjepan Martinić iz Zadra in predstavlja zaščitnika z mestom v ozadju. Prizor je zelo slikovito prikazan z nizom podrobnosti, obzidje s stolpi, ljudi in ladje z zastavami. Na sprednjem pokrovu skrinje je v visokem reliefu prikazano telo svetnika v uniformi. Na levi strani prizorišča je ladja v nevihti, ki rešuje sv. Simona.
Znotraj pokrova je čudovita ilustracija s tremi čudeži pripisanimi svetniku. Njegov sveti-menih kot figura in dva v naročju sedeča Anžujca se pojavljajo kot visoki relief na obeh področjih trikotnika pokrova. Oba sta bogato okrašena na enak način, skupaj z grbom madžarskih vladarjev in značilnim Anžujskim fleur-de-lis, ogrinjalo in čelada s krono. Nad krono raste noj  razprtimi krili in podkvijo v kljunu. Okoli grba so reliefi akantovih listov, poleg njih začetnice kralja: LR (Latinsko: Lodovicus Rex). 
Latinski napis na osrednji plošči na hrbtni strani skrinje, ki ustreza vsebini na sprednji strani, nosi zlatarjev podpis z Ludvikovim grbom v kotih, bogato delo vinskega krogovičja, ki dopolnjuje relief. Razdeljen je na dva dela, pri čemer je večji glavni napis z gotskimi črkami v visokem reliefu: "SYMEON: HI.C.IVSTVS.YEXVM.DE.VIRGINE.NATVM.VLNIS: QVI.TENVITHAC.ARCHA. PACE.QVIESCIT.HVNGARIE.REGINA.POTENS: ILLVSTRIS: ED.ALTA: ELYZABET.IUNIOR:QVAM.VOTO:CONTVLIT. ALMO.ANNO.MILLENO: TRECENO: OCTVAGENO ". Spodaj, gravirano s stiliziranimi miniaturnimi črkami, se zdi zlatarjev podpis: »hoc.opus.fecit: franciscus.d.mediolano«.
Znan v srednjeveških latinskih hexametrih, se prevod napisa glasi: »Simeon Righteous, ki časti Jezusa, rojenega iz device, v njegovih rokah, počiva v miru, v tej skrinji, ki ga je naročila kraljica Madžarske, mogočna, sijajna in veličastna Elizabeta mlajša, v letu 1380. To je delo Frančiška iz Milana.«
Leva scena na notranji strani kaže kraljico Elizabeto s tremi hčerami kako svetniku daje končano skrinjo. Desno od napisa je prikazana smrt bosanskega bana Stjepana II. Kotromanića v prisotnosti sv. Simona. Na hrbtni površini pokrova so prikazani še trije večji čudeži svetnika. V osrednjem prizorišču je prikazan klečeči lik z zlatarskim orodjem, kar je  mogoče avtorjev avtoportret.
Pred oltarjem na sredini svetišča se nahaja kamnit sarkofag z likom sv. Simona iz 13. stoletja, v katerem se do izdelave skrinje hranili svetnikovo telo.
Čaščenje sv. Simona, zaščitnika Zadra je še danes zelo živo. Obiskovalci Zadra se o tem lahko prepričajo na 8. oktobra, ko Zadar na najbolj slovesen način praznuje zavetnika. Mnogi verniki iz mesta in okolice na ta dan napolnijo cerkev sv. Simona, kar priča o globoki veri in predanosti sv. Simonu Pravičniku. Skrinjo je mogoče videti vsak dan, telo svetnika pa na dan 8. oktobra in v posebnih cerkvenih praznovanjih, ko se skrinja odpre za javnost.

## Galerija
- Zadrsko obzidje in vrata so videti zaprta v cerkvi sv. Marije, v kateri leži telo sv. Simona od 1570 in po katerem so vrata poimenovali.
- Relief Predstavitev v templju je izrecno omenjen v pogodbi za skrinjo.
- Gesta meniha usmerjena čez ramo, je enaka Devici, ki prikazuje sv. Frančišku Jezusa na freski Pietra Lorenzettija v Baziliki sv. Frančiška Asiškega.
- Po legendi se je šla Elizabeta v cerkev, skupaj s svojimi tremi hčerami poklonit svetniku in tudi izpolnila svoje obljube za vstop kralja v Zadar leta 1358